# Aubagne
Aubagne – miejscowość i gmina we Francji, w regionie Prowansja-Alpy-Lazurowe Wybrzeże, w departamencie Delta Rodanu.
Według danych na rok 2021 gminę zamieszkiwało 47 342 osób, a gęstość zaludnienia wynosiła 825,2 osób/km² (wśród 963 gmin regionu Prowansja-Alpy-Lazurowe Wybrzeże Aubagne plasuje się na 13. miejscu pod względem liczby ludności, natomiast pod względem powierzchni na miejscu 127.).

## Legia Cudzoziemska
W Aubagne znajduje się kwatera główna oraz 1. Regiment Cudzoziemski Legii Cudzoziemskiej.
Na terenie jednostki znajduje się także wojskowe muzeum Legii Cudzoziemskiej założone w 1935 r. gdzie poznać można historię wszystkich kampanii wojennych na przestrzeni dziejów, oraz zobaczyć ewolucję umundurowania, uzbrojenia i dekoracji. W krypcie muzeum znajduje się drewniana proteza dłoni kapitana Jean Danjou, która jest relikwią Legii Cudzoziemskiej. Dłoń wystawiana jest na pokaz w każdy 30 kwietnia, czyli w święto Legii Cudzoziemskiej upamiętniające bitwę o Camerone.